# Forte di Copacabana
Il forte di Copacabana (in portoghese Forte de Copacabana) è un forte risalente all'inizio del XX secolo situato all'estremità sud della spiaggia di Copacabana, nell'omonimo quartiere di Rio de Janeiro, Brasile. Non più utilizzato dall'Exército Brasileiro dal 1987, è ora aperto al pubblico e contiene il Museu Histórico do Exército.

## Storia

### Premesse
I primi progetti di costruire un forte nella zona risalgono al 1763, quando la capitale della colonia del Brasile venne spostata da Salvador a Rio de Janeiro. I lavori furono quindi avviati nel 1776, sotto il dominio del viceré Luís de Almeida Portugal ma non furono mai portati a termine, quasi sicuramente per via dell'invasione spagnola del 1777.
Con il trasferimento della corte portoghese in Brasile nel 1808, il re Giovanni VI del Portogallo avviò il progetto per un nuovo forte. La struttura, i cui lavori vennero iniziati in data sconosciuta, venne attaccata con colpi di artiglieria dalle forze portoghesi nel 1823 durante la guerra d'indipendenza del Brasile. Venne dismesso, insieme ad altre fortificazioni del paese nel 1834, durante il periodo di Reggenza.
Nel 1893 durante il periodo repubblicano, nel contesto delle Revoltas da Armada (due ammutinamenti promossi da elementi della Marinha do Brasil contro il governo nel 1891 e tra il 1893 e il 1894), la postazione venne riattivata, anche se di fatto risultava inefficace ad impedire la partenza delle navi della marina della baia di Guanabara. Pochi anni dopo, un contenzioso tra il Brasile e l'Argentina per la definizione dei confini portò lo Stato maggiore dell'esercito a commissionare la progettazione di una nuova fortificazione nella zona. L'incarico fu affidato al maggiore Augusto Tasso Fragoso, che progettò una fortificazione moderna con sei canoni a lunga gittata. Tuttavia, la risoluzione del contenzioso per via diplomatica nel 1895 portò all'accantonamento del progetto.

### Costruzione

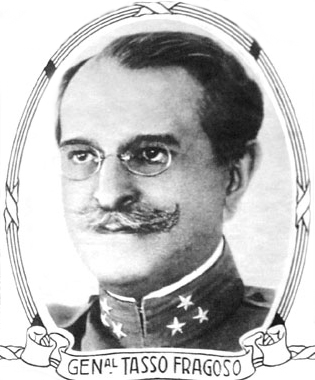
Il generale Tasso Fragoso.

Successivamente, l'evoluzione significativa della guerra navale a cavallo tra il XIX secolo e il XX secolo, rese imperativa l'installazione di una serie di cannoni a lunga gittata per proteggere la capitale del paese da eventuali navi da guerra in approccio. Fu quindi ripreso il precedente progetto del maggiore Augusto Tasso Fragoso; questo prevedeva in origine l'installazione di obici, tuttavia, il fornitore delle attrezzature, l'azienda tedesca Krupp, riuscì a convincere il presidente della Repubblica, il maresciallo Hermes Rodrigues da Fonseca, che sarebbe stato più appropriato installare cannoni a tiro rapido e lungo raggio.
I lavori per il forte ebbero inizio il 5 gennaio 1908, sotto il coordinamento del maggiore Arnaldo Pais de Andrade e alla presenza del presidente Afonso Augusto Moreira Pena e del ministro della guerra Hermes Rodrigues da Fonseca. Nel frattempo, i pezzi dell'artiglieria vennero smontati e trasportati per nave dalla Germania in cinquemila casse e sistemati provvisoriamente in un bacino, i cui resti sono ancora oggi visibili, costruito appositamente per questo scopo.

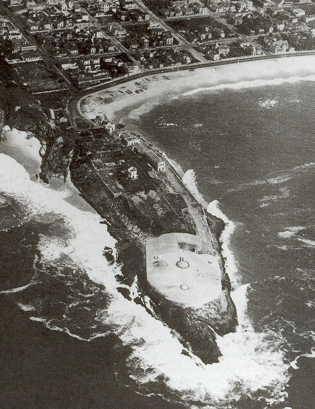
Vista aerea del forte nel 1920.

Infine, la struttura fu inaugurata il 28 settembre 1914 dal pretendete della Repubblica Hermes Rodrigues da Fonseca. Classificato come 1ª Classe con il comunicato nº 1.761 del 29 settembre 1914 era, all'epoca, la struttura militare più moderna del Sud America e anche un punto di riferimento per l'ingegneria militare del tempo. Il suo primo comandante fu il maggiore Antônio Carlos Brasil, nominato nel 1912 quando l'opera era ancora in corso di realizzazione.
Nel 1919, dopo l'inaugurazione del forte, fu acquistato il terreno circostante e, demolita la vicina chiesa risalente al XVIII secolo, venne costruita la caserma de Paz, completata nell'ottobre del 1920. Il portico d'ingresso fu progettato da Wolmer da Silverio; sulla facciata fu posizionato centralmente il nome Forte de Copabana mentre sul lato opposto, quello che da verso la fortezza, fu inserita l'iscrizione latina Si vis pacem, para bellum, cioè se vuoi la pace, prepara la guerra.

### Utilizzo e chiusura
Nel corso della sua storia, il forte fu la sede della 6ª Bateria de Artilharia Independente de Posição dal 1912 al 1917, della 5ª Bateria del 2º Batalhão de Artilharia de Posição nel 1917, della 12ª Bateria del 4º Grupo de Artilharia de Costa dal 1917 al 1919, della 1ª Bateria Isolada de Artilharia de Costa dal 1919 al 1931, della 1ª Bateria del 6º Grupo de Artilharia de Costa dal 1931 al 1934 e infine del 3º Grupo de Artilharia de Costa dal 1934 al 1958.

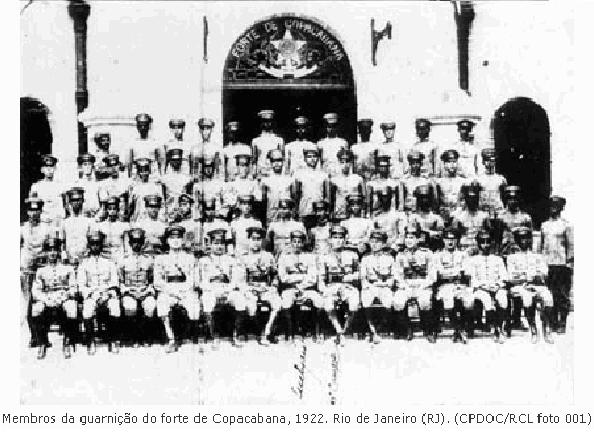
Il forte durante la rivolta del 1922.

Fu anche teatro di importanti eventi della storia del Brasile, come la rivolta del Dezoito do Forte del luglio 1922, nonché il luogo di detenzione, prima della loro esilio in Europa, del presidente della Repubblica Washington Luís Pereira de Sousa e del prefetto del Distretto federale Antônio da Silva Prado Júnior dopo la presa del potere da parte di Getúlio Vargas. Durante la seconda guerra mondiale, il forte rimase in stato di prontezza.
Gli ultimi colpi d'artiglieria furono lanciati l'11 novembre 1955 dai militari lealisti, sotto il comando del maresciallo Henrique Teixeira Lott, contro la nave da guerra Cruzador Tamandaré che trasportava il presidente Carlos Luz e alcuni ministri ed alleati verso la città di Santos. Nell'occasione, furono lanciati in totale dodici colpi in venti minuti che tuttavia non raggiunsero la nave, che era anche disarmata e aveva una sola elica in funzione.
Successivamente, il forte, sotto il comando del tenente colonnello Arídio Brasil aderì al colpo di Stato del 1964, mentre il vicino quartier generale dell'artiglieria costiera, rimasto fedele al governo, fu occupato il primo aprile 1964 da un contingente di 19 uomini, elementi dell'Escola de Comando e Estado-Maior do Exército, capeggiati dai colonnelli César Montagna de Souza e Dickson Melges Grael. L'evento venne ampiamente pubblicizzato grazie alla presenza degli studi di TV Rio nelle vicinanze e fu inoltre oggetto di un reportage per il Jornal do Brasil da parte di Evandro Teixeira. La presa del quartier generale dell'artiglieria costiera è spesso descritta con il nome inesatto di "presa del forte di Copacabana".
Durante la dittatura miliare venne poi usato come prigione politica. Infine, il 4 maggio 1987, con la soppressione della Baterias de Artilharia de Costa e quindi del forte di Copacabana, il ministro dell'esercito Leonidas Pires Gonçalves stabilì, con l'ordinanza n° 61 del 19 dicembre 1986, la creazione del Museu Histórico do Exército all'interno della struttura.

### Storia recente
Oggi, il museo è visitato mensilmente da circa 10 000 persone, in particolare i visitatori possono scegliere tra una visita limitata delle sole aree esterne o una visita completa che comprende anche l'interno della fortezza e il museo storico-militare. La struttura ospita anche un centro culturale, una biblioteca, un auditorium e il Café do Forte, una sede distaccata dello storico locale Confeitaria Colombo del centro storico di Rio de Janeiro.
Nell'agosto 2016, il forte è stato impiegato per la partenza e l'arrivo delle gare ciclistiche di corsa in linea dei Giochi della XXXI Olimpiade, che si sono svolte lungo un percorso di 256,4 km per gli uomini e di 130,3 km per le donne. Inoltre, la zona ha ospitato le gare di triathlon e la maratona di nuoto sui 10 km. Il circuito disegnato per le prove in linea su strada si è rivelato particolarmente ostico e pericoloso, a causa delle curve insidiose, strette e a gomito, che hanno causato numerose cadute.

## Caratteristiche

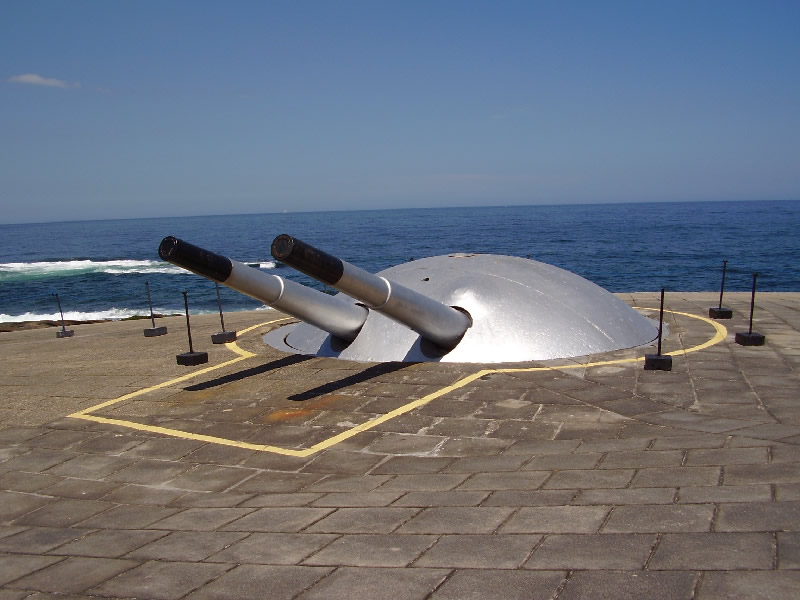
La batteria da 190 mm.

Il forte di Copacabana occupa un'area complessiva di 114 169 m², dei quali 40 000 m² costituiscono l'edificio vero e proprio, cioè una casamatta con pareti spesse 12 metri. Può ospitare fino a 2 239 persone ed è dotato di un impianto di alimentazione con due gruppi di generatori a gasolio prodotti dalla società AEG di Berlino, di un impianto di telecamere, di un deposito di munizioni e viveri, di una sala da pranzo, di una cucina, di vari locali abitabili e di uno spogliatoio e un'infermeria.
Per quanto riguarda l'artiglieria, questa si compone di quattro batterie dotate di cannoni prodotti dall'azienda tedesca Krupp. La prima batteria possiede due cannoni da 305 mm con una portata massima di 23 km che erano in grado di scagliare munizioni pesanti 400 kg in grado di squarciare le più potenti corazzate del tempo. Era soprannominata Cúpula Duque de Caxias e i due cannoni invece uno Barroso e uno Osorio. La seconda batteria, soprannominata Cúpula André Vidal, possiede invece due cannoni da 190 mm ed ha una gittata massima di 18 km. Entrambe le batterete possono girare per 360° e disponevano di una camera di tiro utilizzata per i calcoli di balistica. Le altre due batterie possiedono invece cannoni da 75 mm ed erano soprannominate una Torre Antônio João e una Torre Ricardo Franco. Hanno una gittata massima di 7 km e possono ruotare per 180°.